# Решетин, Андрей Георгиевич
Андрей Георгиевич Решетин (1927—2016) — советский и российский учёный, доктор технических наук, лауреат Ленинской премии, академик Российской академии космонавтики им. К. Э. Циолковского, академик Международной академии информатизации. Разработчик спускаемых аппаратов космических кораблей типа «Союз» и «Зонд».

## Профессиональная биография
Андрей Георгиевич Решетин пришёл на работу на предприятие ОКБ-1 (Впоследствии РКК «Энергия») в 1951 году после окончания Московского авиационного института. Молодой инженер с головой окунулся в работу, которой в те годы занималась ракетная фирма С. П. Королёва. Шла «холодная» война с США, которые уже имели свою атомную бомбу. В интересах безопасности страны было необходимо в кратчайшие сроки создать собственное ядерное оружие. Эта сложная военно-политическая проблема была решена: в ОКБ-1 совместно с атомщиками была создана головная часть (ГЧ) с ядерным зарядом, которая с помощью баллистической ракеты дальнего действия (БРДД, также конструкции ОКБ-1) могла быть доставлена практически в любую точку поверхности Земли. С другой стороны, при создании ГЧ БРДД была решена и крупная научно-техническая проблема входа в атмосферу Земли объектов со скоростями близкими к первой космической. Ключевыми моментами в этой проблеме были вопросы аэродинамики, теплообмена и тепловой защиты ГЧ. А. Г. Решетин внёс вклад в решение этой проблемы.
1 декабря 1956 года ему присуждена учёная степень кандидата технических наук за работу «Аэродинамика головных частей трансконтинентальных баллистических ракет», а в 1957 году он был награждён орденом «Знак почёта» за работы по аэродинамической тематике. 22 апреля 1961 года ему с коллективом авторов было присвоено звание лауреата Ленинской премии.
После этого А. Г. Решетин участвует в работах по определению аэрогазодинамических характеристик спускаемых аппаратов «Восток» и «Восход», а в 1964 году после назначения его начальником проектно-конструкторского отдела, начинается новый этап его производственной деятельности, связанный с проектными работами по созданию пилотируемых КА. Были созданы аппараты сегментально-конической формы, входящие в атмосферу под углом атаки с аэродинамическим качеством. Выбранная форма аппаратов была универсальной в том плане, что позволяла совершать посаду на поверхность Земли после орбитального полёта (СА «Союз») и после входа со второй космической скоростью (СА «Зонд»).
Форма и конструкция СА «Союз» оказались столь совершенными, что вот уже в течение почти 50 лет эти аппараты находятся в эксплуатации. В 1968 году А. Г. Решетин защитил докторскую диссертацию, посвящённую выбору проектных параметров пилотируемых КА баллистического и скользящего типа. 8 мая 1969 года ВАК присвоил ему степень доктора технических наук, а 7 декабря 1973 года учёное звание профессора по кафедре «Аэрофизическая механика». С 1975 Андрей Георгиевич стал заведующим базовой кафедрой «Аэрофизическая механика» Московского физико-технического института.
В 1972 году А. Г. Решетин назначен начальником расчётно-теоретического отдела, он руководит работами и принимает личное участие в исследованиях по аэрогазодинамике, аэроакустике и теплообмену ракетно-космической системы «Энергия-Буран». Был выполнен большой объём работ, связанных с выбором компоновочной схемы РКС и детальным изучением аэродинамических характеристик ракеты, орбитального корабля и многочисленных элементов конструкции. Результаты лётных испытаний РКС подтвердили правильность принятых решений. В последние годы А. Г. Решетин проводил интересные поисковые работы по выбору формы бескрылого СА с большим аэродинамическим качеством, устойчивого и управляемого на всех режимах полёта.

## «Завещание» С. П. Королёва

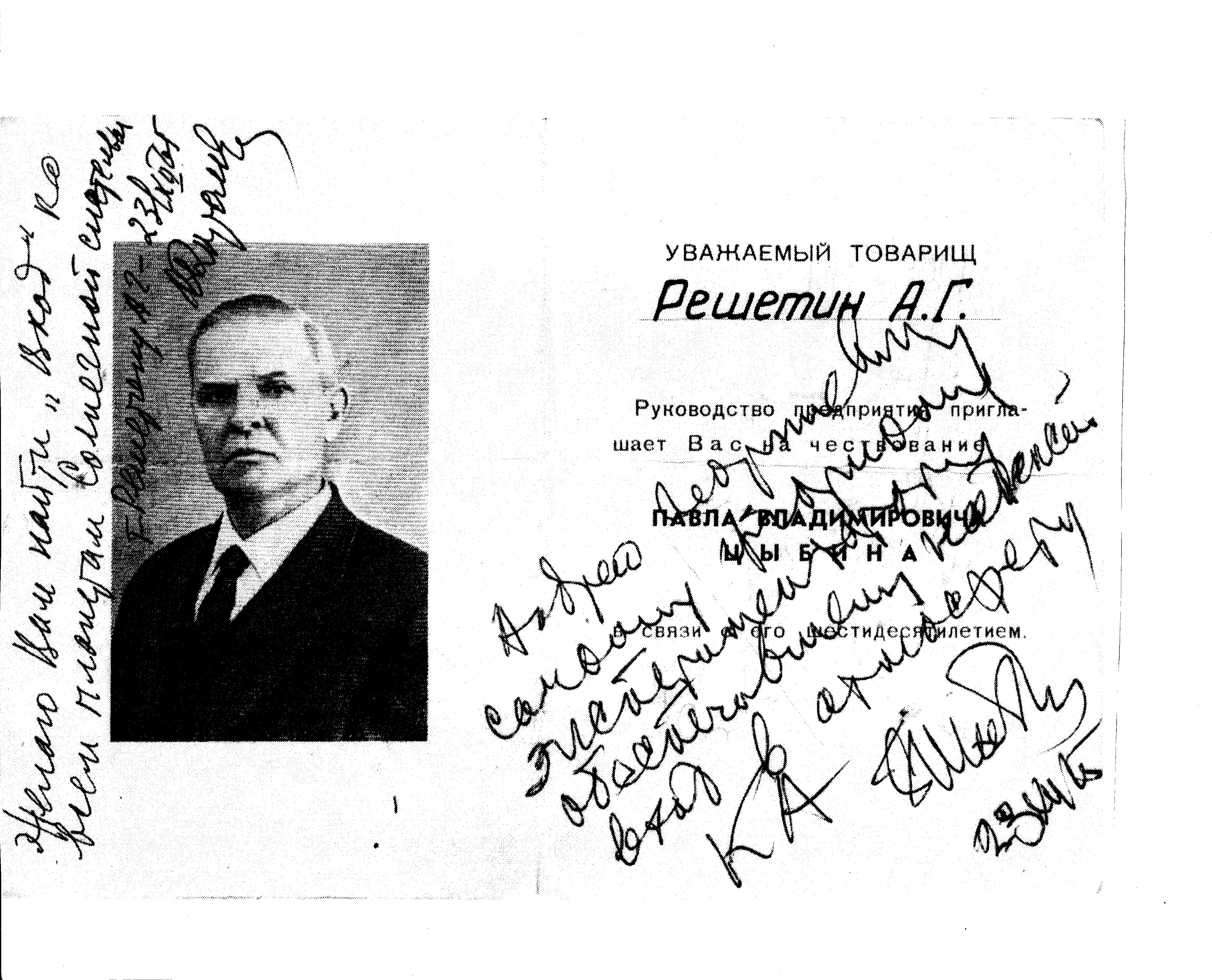
С. П. Королёв, пожелание А. Г. Решетину

На пригласительном билете А. Г. Решетина на чествование 60-летия П. В. Цыбина, который был в то время заместителем С. П. Королёва, над фотографией Цыбина рукой С. П. Королёва написано: «Желаю Вам найти „Вход“ ко всем планетам Солнечной системы. т. Решетину А. Г. — 23.12.65г. СКоролев».
Сергей Павлович Королёв умер 14 января 1966 года, то есть через три недели после этого события, так что это пожелание можно рассматривать, как завещание Главного Конструктора.
На другой стороне пригласительного: «Андрею Георгиевичу, самому упорному экспериментатору, обеспечившему надёжный вход КА в атмосферу. (В.Шаталов ? <пока не удалось идентифицировать подпись>) 23.12.65».

На обороте: три подписи (видимо, кто-то из космонавтов), затем текст: «Писать старым друзьям — значит не выразить всего. А все мои чувства со старыми друзьями» и подписи Гагарин, ВКомаров. 

Космонавт В. М. Комаров погиб при возвращении первого испытательного полёта корабля «Союз» 24 апреля 1967 года.

## Терминология
А. Г. Решетин впервые ввёл в употребление термин «сегментально-конический спускаемый аппарат» в диссертации, посвящённой аэродинамике спускаемых аппаратов в области гиперзвуковых скоростей.